# 小平誠司
小平 誠司（こひら せいじ、1946年5月30日 - ）は、熊本県出身の元プロ野球選手（捕手）。右投右打。

## 経歴
鎮西高校では、のちに近鉄に入団した田端謙二郎投手と同期で、外野手として打率3割台をマークしている。40年5月、陸上自衛隊（九州地区補給処）へ入隊と同時に陸上選手に転向。熊本市で行われた熊本師団の説明会では、100メートルに11秒で優勝。また中学時代には県下の大会で砲丸投げに優勝したこともあるという異色選手。その後、野球に復帰し、捕手としてのキャリアはわずかに半年。だがバッティングの方は公式戦に打率・415を打ち、今夏の都市対抗九州予選では準決勝に進出、捕手転向以来、一度も盗塁を許していないという強肩の持ち主。
1967年NPBドラフト9位で読売ジャイアンツに入団。担当スカウトは内堀保。正力亨オーナーは「自衛隊とは面白い。それだけでマスコミが飛びついてくる」と語っている。
1年目はファームで打率.235。打撃に専念させる為コーチの福田昌久が外野手にコンバート。2年目は.280でイースタン・リーグ打撃7位。ジュニアオールスターに出場。しかし3年目の春のキャンプで左頬に送球が直撃し骨折。その影響で奥歯を食いしばる事が出来なくなり、シーズン後自ら退団を決める。
退団後は調理師免許を取得。店を持とうとしたが資金の都合がつかず諦め、その後自動車教習所の教官となる。

## 詳細情報

### 年度別打撃成績
- 一軍公式戦出場なし

### 背番号
- 55 （1968年 - 1970年）